# Istanbul (bordspel)
Istanbul is een bordspel bedacht door Rüdiger Dorn, en wordt in België en Nederland uitgegeven door White Goblin Games. Het spel kan gespeeld worden door 2 tot 5 spelers. Het spel won in 2014 de Kennerspiel des Jahres en de Vlaamse prijs, de Gouden Ludo.

## Overzicht
Het doel van Istanbul is om als eerste speler vijf robijnen te verzamelen. De speler verplaatst zijn handelaar en assistenten over het spelbord waarbij elk van de 16 tegels een andere actie uitlokt. Om deze actie uit te voeren moet de speler één van zijn assistenten achterlaten, wat een tactische planning met zich meebrengt. Door de tegels elk spel op een willekeurige volgorde neer te leggen, creëert men een grote variatie in de manier van spelen.

## Uitbreidingen
Er bestaan twee uitbreidingen voor het basisspel. Beide uitbreidingen komen met vier nieuwe tegels.
- Mokka & Smeergeld
- Brieven & Zegels